# کراینکی
دهکده کراینکی[kraˈjɛnki] در شمال لهستان و در شهرستان توخولا که جزو استان کویافسکو-پومورسکی است قرار دارد. این دهکده از لحاظ اداری بخشی از گمینا کنسووو است.  این دهکده تقریباً در ۳ کیلومتر (۲ مایل) جنوب غربی کنسووو ، ۱۳ کیلومتر (۸ مایل) جنوب غربی توخولا ، و ۵۳ کیلومتر (۳۳ مایل) شمال غربی بیدگوشچ واقع شده است.